# Виљахојоса
Виљахојоса (шп. Villajoyosa) град је у Шпанији у аутономној заједници Валенсијанска Заједница у покрајини Аликанте. Према процени из 2017. у граду је живело 33 580 становника.

## Становништво
Према процени, у граду је 2017. живело 33 580 становника.
| 2017.  |
| ------ |
| 33.580 |

## Партнерски градови
- Vitré